# Група могил радянських воїнів-партизан (Юр’ївка)

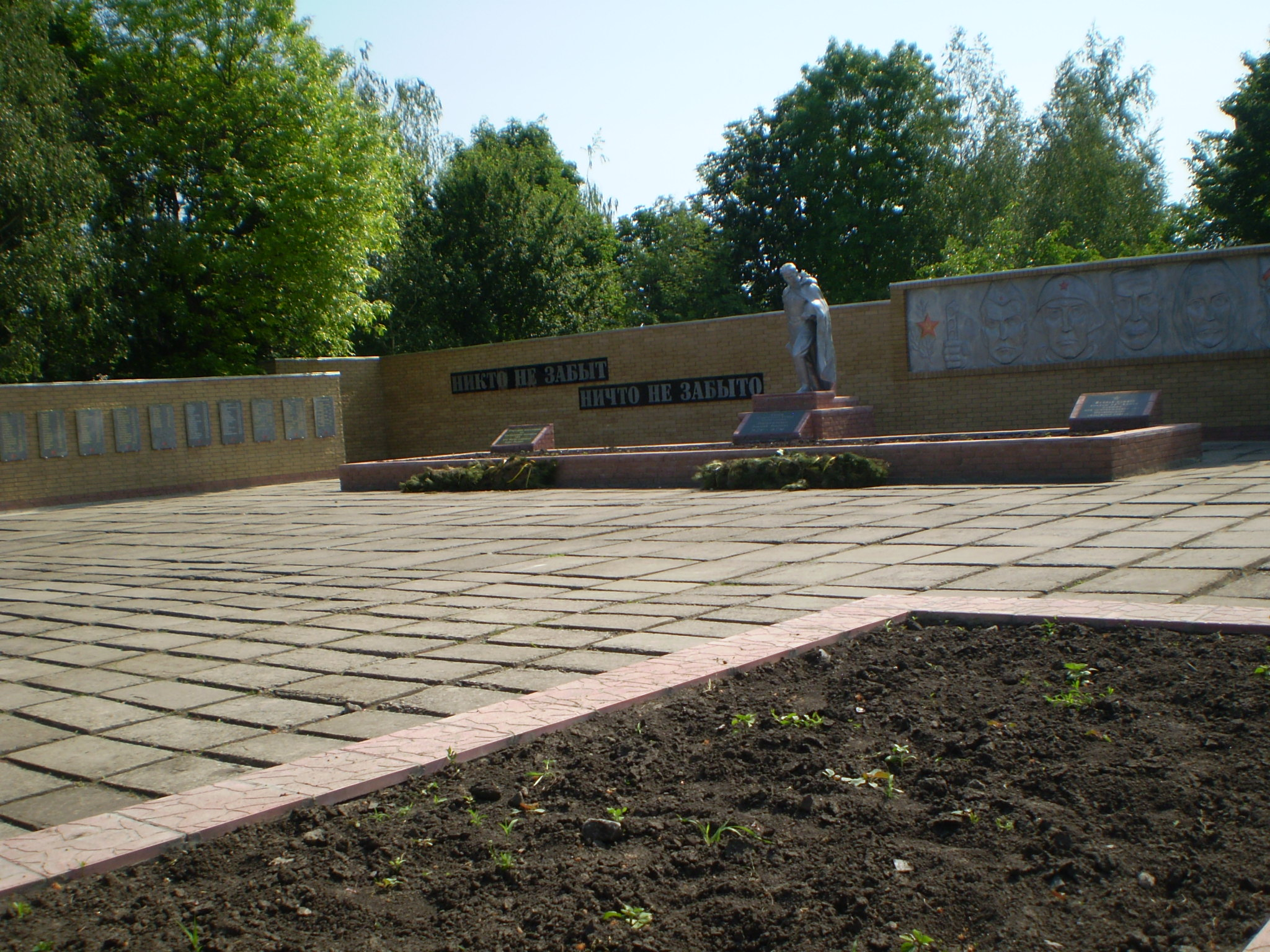
Група могил радянських воїнів, партизан і пам’ятник односельчанам у селищі Юр’ївка

Дві братські могили радянських воїнів, одна братська могила партизан і підпільників, пам’ятник воїнам-односельцям у смт Юр’ївка Юр’ївського району Дніпропетровської області.

## Історія
Пам’ятка знаходиться на вулиці Центральній 67 у парку та включає в себе 2 братські могили радянських воїнів, де поховані 15 воїнів, які загинули у серпні  1942 року, 14 лютого та 18 вересня 1943 року в боях за селище Юр’ївка (воїни 128 окремої стрілецької бригади, 207 стрілецького полку 244 стрілецької дивізії та 115 окремої гвардійської мінометної дивізії).
1 братська могила партизан і підпільників, поховані 18 чоловік, які були страчені  фашистами  в 1943 році.
Пам’ятник воїнам-односельцям (скульптура «Воїн з каскою») увічнені 112 воїнів односельців, які загинули на фронтах Другої світової війни та дві стели на яких розміщені меморіальні дошки.                                                                                                                                     
У 1958 році біля  могил було встановлено пам’ятник — залізобетонна скульптура «Воїн з каскою». Загальна висота пам’ятника становить 3,74 м.
У 1967 році на честь 50-річчя Жовтня тут же були встановлені 2 стели. Ліворуч — стела з меморіальними дошками, на яких увічнені прізвища воїнів-односельців, які загинули на фронтах Другої світової війни та воїнів, які загинули при визволенні селища Юр’ївка, партизан-підпільників та сім’ї командира-підпільника Мусієнка Григорія Гавриловича, страченої фашистами. Також на стелі ліворуч зображено орден Великої Вітчизняної війни. Стела за пам’ятником з написом та барельєфним зображенням облич воїнів.
У 1987 році на прохання доньки Дробжевої Антоніни Дмитрівни відбулося перезахоронення Героя Радянського Союзу Д. П. Запорожченка до цієї пам’ятки.  
У 1988 році проведено перезахоронення останків воїнів з «Групи  могил: дві братські могили радянських воїнів» №698, які загинули у вересні 1943 року при визволенні села Жовтневе. 
У тому ж 1988 році проведена реконструкція пам’ятки внаслідок якої могили  виділили однією могилою. Площа під пам’яткою — 11.0 х 15.5 м.

## Персоналії
1. Гребенник В. А. (загинув у 1943 р., похований у братській могилі № 723)
2. Майор Комаров (загинув у 1941 р.)
3. Старший лейтенант Манилов Василь Степанович (20.09.1943 р.)
4. Молодший лейтенант Хухуа Іпполіт Ітенгазович (18.09.1943 р.)
5. Старший сержант Мальцев Константин Олександрович (27.09.1943 р.)
6. Сержант Панков Іван (1943 р.)
7. Сержант Чинков Захар Денисович (26.09.1943 р.)
8. Рядовий Запальський Спиридон Афанасійович (21.09.1943 р.)
9. Рядовий Нифонтов Андрій Пантилейович (19.09.1943 р.)
10. Рядовий Чередніченко Н. Ф. (1943 р.)
11. Рядовий Чумак Ілля Пантилейович (27.09.1943 р.)
12. Молодший лейтенант Гусаченко Дмитро Захарович (25.02.1943 р.)
13. Сержант Пилипенко Іван Прокопович (18.02.1943 р.)
14. Рядовий Бабин Олексій Дмитрович (23.02.1943 р.)
15. Рядовий Ермаков Яків Фомич (лютий 1943 р.)
16. Рядовий Козаченко Микола Федорович (17.02.1943 р.)
17. Рядовий Ляльков Іван Семенович (24.02.1943 р.)
18. Рядовий Чернашков Іван Аліпович (13.08.1942 р.)

Партизани:
1. Андрущенко Григорій Мифодійович (20.03.1943 р.)
2. Онопченко Н. М. (1941 р.)
3. Ситник Дем’ян Степанович (5.12.1941 р.)
4. Чумак Микола (1943 р.).

Увічнена сім’я Мусієнка Григорія Гавриловича, страчена фашистами:
мати шести дітей Мусієнко Лідія Миколаївна (1909—1943); Мусієнко Оля 1929 р. н. — 14 років; Мусієнко Толя 1934 р. н. — 9 років; Мусієнко Вітя 1938 р. н. — 5 років; Мусієнко Люда 1940 р. н. — 2,5 роки; Мусієнко Льоня 1942 р. н. — 3 місяці.

## Додаток
Меморіальні тексти на могилі:
1. Вечная память воинам 12-й Армии павших при освобождении сел Октябрского сельского совета.
2. Герой Советского Союза гвардии старшина Запорожченко Дмитрий Павлович 15.09.1907—21.04.1980.
3. Грядущим поколениям от благодарных потомков тех кто погиб защищая нашу Родину.

Стела за пам’ятником з написом «Никто не забыт, ничто не забыто». Поховання та територія  пам’ятки упорядковані.